# Мистър и мисис Смит (филм, 1941)
Вижте пояснителната страница за други значения на Мистър и мисис Смит.
„Мистър и мисис Смит“ (на английски: Mr. & Mrs. Smith) е ексцентрична комедия от 1941 г., режисирана от Алфред Хичкок, с участието на Карол Ломбард и Робърт Монтгомъри в главните роли. Участват още Джийн Реймънд, Джак Карсън, Филип Меривейъл и Луси Уотсън.
Преди Холивуд да класифицира напълно Алфред Хичкок като майстор на съспенса, той си позволява елегантната романтична забежка „Мистър и мисис Смит“. Този филм е повече от любопитен момент от кариерата на режисьора и от показаното в него личи, че Хичкок е можел да е сред най-добрите комедийни режисьори в киното, но явно не го е предпочел.

## Сюжет
Внимание:  Текстът по-долу разкрива сюжета на произведението (или части от него)!
Ан (Карол Ломбард) и Дейвид Смит (Робърт Монтгомъри) са щастливо женена двойка в Ню Йорк. Една сутрин, Ан пита Дейвид, дали ако трябваше да го направи отново би се оженил за нея. За нейно учудване отговорът е „не“. По-късно същия ден двамата поотделно разбират, че поради административно усложнение, когато са се оженили преди три години бракът им не е законен. Ан не казва за това на Дейвид и мисли, че той ще се омъжи за нея същата вечер, след като я изведе на вечеря. Когато това не се случва, тя изгонва Дейвид от дома им.
Той прекарва нощта в клуба си, където приятел го съветва да изчака един ден и след това да се прибере вкъщи. Но когато Дейвид се връща от работа, Ан му заявява през затворената врата, че не са женени и тя няма никакво намерение да се омъжи за него. Дейвид е ядосан и обезсърчен. Впоследствие прекъсва среща на Ан и заради него я уволняват. Неговият приятел и колега Джеф (Джийн Реймънд) му обещава, че ще говори с Ан, за да я убеди да се оженят повторно. По-късно Дейвид разбира, че вместо това Джеф си е уговорил среща с нея. Затова Дейвид също си уговаря среща в същия ресторант, но момичето, с което излиза е грубо и вечерта се превръща в катастрофа.
По-късно същата вечер Ан и Джеф отиват на панаир, но виенското колело се поврежда и са принудени да стоят няколко часа под дъжда. Ан и Джеф започват да излизат сериозно и тя дори се запознава с родителите му. Ан и Джеф решават да отидат на почивка с родителите на Джеф на ски курорт – същия в който Ан и Дейвид преди това са планирали да отидат. Пристигайки там те разбират, че Дейвид е наел хижа точно да тяхната. Когато се скарват Дейвид припада. През следващите няколко часа Дейвид се преструва на болен и бълнува докато Ан е наоколо, но когато тя разкрива измамата му, е бясна. След това Ан говори за сериозността на връзката си с Джеф така, че Дейвид да може да ги чуе. Това ядосва Дейвид и той нахлува в хижата ѝ и вижда, че тя си говори сама. Ан и Дейвид отново се карат, когато влиза Джеф. Тогава Ан напада Джеф, че не е набил Дейвид, след което Джеф и родителите му напускат обидени. След като си тръгват Ан започва да се бори със ските си и когато Дейвид ѝ предлага помощ вдига краката ѝ така, че да не може да стане. Тя се противи, а той се навежда и я заглушава с целувка.

## В ролите
| Актьор            | Роля                |
| ----------------- | ------------------- |
| Карол Ломбард     | Ан Краусхаймър Смит |
| Робърт Монтгомъри | Дейвид Смит         |
| Джийн Реймънд     | Джеферсън Къстър    |
| Джак Карсън       | Чък Бенсън          |
| Филип Меривейъл   | Ашли Къстър         |
| Луси Уотсън       | Мисис Къстър        |
| Уилям Трейси      | Сами                |
| Чарлс Холтън      | Хари Дийвър         |
| Естер Дейл        | Мисис Краусхаймър   |
| Ема Дън           | Марта               |
| Бети Компсън      | Герти               |

## Камео на Алфред Хичкок
Алфред Хичкок се появява в камео роля – върви по улицата, след като излиза от сградата в която живеят мистър и мисис Смит, в около 43-та минута. Самата Ломбард режисира Хичкок в тази сцена и го кара да повтаря простата сцена няколко пъти.

## Радио адаптации
The Screen Guild Theater (радио антология в периода 1939 – 1952) адаптира филма за радио на 8 февруари 1942 г., с участието на Ерол Флин и Лана Търнър и след това на 14 декември същата година с Джоан Бенет, Робърт Йънг и Ралф Белами и още веднъж на 1 януари 1945 г., с Престън Фостър, Луис Албритън и Стюарт Ъруин. На 30 януари 1949 г., филма е адаптиран за Screen Director's Playhouse (радио антология с участието на звезди от Холивуд) с Робърт Монтгомъри, Мери Джейн Крофт и Карлтън Йънг.